# Ревельон, Жан-Батист

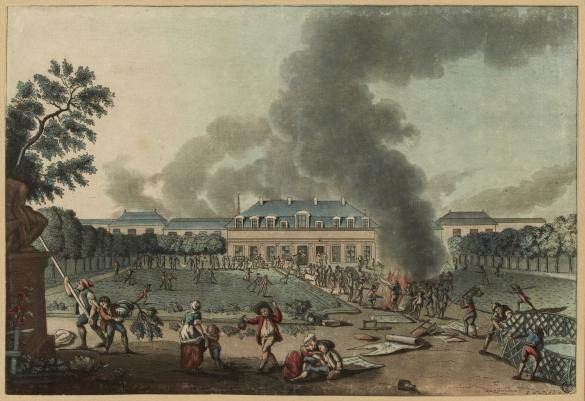
Беспорядки 28 апреля во владениях Ревельона

Жан-Бати́ст Ревельо́н (фр. Jean-Baptiste Réveillon; 11 октября 1725, Париж — 18 сентября 1811, Париж) — французский мануфактурщик, владелец Королевской шпалерной (обойной) мануфактуры «Folie Titon» в парижском предместье Сент-Антуан. Невольно спровоцировал бунт в Париже 26-28 апреля 1789 года, известный в историографии как Дело Ревельона, — предтечу Великой французской революции.
Во время революции эмигрировал в Англию. После революции его фабрику снимали внаём «Jacquemart & Bénard», продолжавшие производство обоев до 1840 года.
Умер в Париже, похоронен на кладбище Пер-Лашез, участок 9.